# 北門路 (臺南市)
北門路為臺灣台南市的南北向主要道路之一，南起東門圓環，沿臺鐵縱貫線至北邊、末端接實踐街巷內。全程共分三段，北門路、開元路及大同路共編為臺南市道路編號25、另台南車站前至公園北路-東豐路口屬台20線路段。

## 分段
北門路一段位於東區與中西區交界，舊名為「博愛路」。
北門路二段位於東區及北區，起點處有臺灣鐵路管理局台南車站。
而過了長榮路口即為北門路三段，路寬縮窄。實際末端位於實踐街15巷36弄、實踐街39巷31弄路口附近。實踐街北至末端一段猶如一般小街道且無劃設道路標線，為最窄路寬。

## 行經行政區域
- 東區
- 中西區
- 北區

## 結點
- 北門路一段：東門圓環－富北圓環
- 北門路二段：富北圓環－長榮路
- 北門路三段：長榮路－實踐街巷內

## 沿途設施
- 北門路一段：
  - 仁愛醫院
  - 南一書局總門市
  - 彰化銀行東台南分行
  - 合作金庫銀行成功分行
  - 臺南市政府警察局第二分局博愛派出所
  - 國立臺南大學附屬啟聰學校
  - 敦煌書局台南營業所
  - 經濟部標準檢驗局台南分局

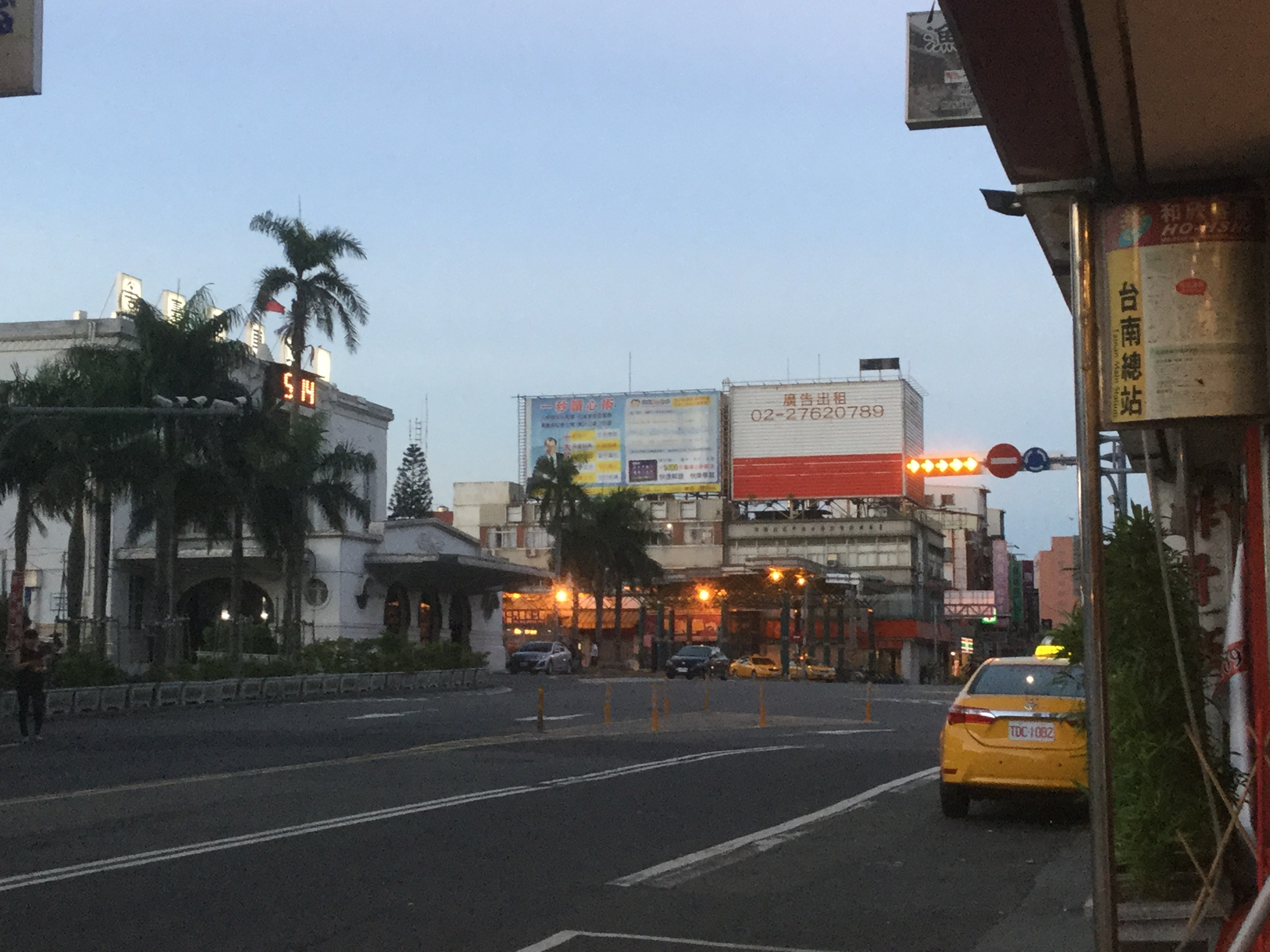
和欣客運台南總站

  - 台南市公共自行車-YouBike2.0臺南車站（前站三）
- 北門路二段：
  - 台南車站前站
  - 台南市公共自行車-YouBike2.0臺南車站（前站二）
  - 台南市公共自行車-YouBike2.0臺南車站（前站一）
  - 臺南文化創意產業園區
  - 台南市公共自行車-YouBike2.0臺南文化創意產業園區
  - 台南公園
  - 大北門遺址
  - 台南市公共自行車-YouBike2.0臺南二中
  - 台南二中側門
  - 臺南市北區大光國民小學側門
  - 光武公園
  - 台南市公共自行車-YouBike2.0光武公園

## 交通改革
2024年8月24日起，北門路（東門圓環至公園北路、和緯路至實踐街）開放機車行駛內側車道及不強制兩段式左轉，但保留機車待轉區，提供機車騎士更寬廣的行車空間。

## 本路段客運
- 市區公車[1]

| 編號 | 路線                                                    | 本路段公車站                 |
| ---- | ------------------------------------------------------- | ---------------------------- |
| 0左  | 臺南火車站（北站）－臺南火車站（北站） （逆時針循環線） | 台南公園（北門路）           |
| 0右  | 臺南火車站（南站）－臺南火車站（南站） （順時針循環線） | 台南公園（北門路）           |
| 2    | 崑山科大－安平白鷺灣社區／三鯤鯓／四草                  | 台南公園（北門路）           |
| 3    | 海東國小－德高國小／全福新城／復興國中                  | 縣知事官邸－東門圓環         |
| 5    | 和順轉運站－市立醫院／大甲里                            | 台南公園（北門路）           |
| 6    | 統聯客運永康站／仁德轉運站－龍崗國小                    | 台南公園（北門路）           |
| 7    | 公園北路－台糖安南學苑                                  | 台南二中－台南公園（北門路） |
| 9    | 臺南轉運站－東溪埔寮福安宮                              | 台南公園（北門路）－大光國小 |
| 18   | 國民路／西門健康立體停車場－和順轉運站                  | 大道新城－大光國小           |
| 19   | 臺南海事／原住民文化會館－大灣高中                      | 台南公園（北門路）           |

- 幹支線公車[1]

| 編號   | 路線                                               | 本路段公車站                         |
| ------ | -------------------------------------------------- | ------------------------------------ |
| 綠幹線 | 臺南轉運站－新化－玉井                             | 台南公園（北門路）－台南二中         |
| 綠12   | 臺南轉運站／新化－南化國中                         | 台南公園（北門路）－台南二中（延駛） |
| 綠17   | 安平工業區－大灣－新化                             | 台南公園（北門路）                   |
| 橘3    | 善化轉運站－安定－和順轉運站／臺南轉運站           | 台南二中－台南公園（北門路）（延駛） |
| 橘11   | 下營區公所－麻豆轉運站－西港－安南醫院／臺南轉運站 | 台南二中－台南公園（北門路）（延駛） |
| 橘11-1 | 下營區公所／麻豆轉運站－西港－臺南轉運站           | 台南二中                             |
| 橘12   | 麻豆轉運站－善化轉運站－臺南轉運站                 | 台南公園（北門路）                   |
| 紅幹線 | 安平工業區－仁德－歸仁－關廟轉運站／龍崎           | 縣知事官邸－東門圓環                 |
| 紅1    | 臺南轉運站－太子廟－歸仁－關廟轉運站               | 台南公園（北門路）                   |
| 紅2    | 西門健康立體停車場／臺南轉運站－上崙子－關廟轉運站 | 台南公園（北門路）                   |
| 紅4    | 臺南轉運站－後壁厝－奇美博物館                     | 縣知事官邸－東門圓環                 |

- 公路客運

| 編號 | 路線                               | 本路段公車站         |
| ---- | ---------------------------------- | -------------------- |
| 8050 | 臺南火車站－關廟轉運站－旗山轉運站 | 縣知事官邸－東門圓環 |